# اوزارک (مجموعه تلویزیونی)
اوزارک (انگلیسی: Ozark) مجموعه تلویزیونی مهیج و جنایی آمریکایی است که سازنده‌اش بیل دوبو است و تهیه‌کننده‌اش مدیا رایتز کپیتال است. ستاره مجموعه جیسون بیتمن است که دو اپیزود اول و دو اپیزود آخر را هم کارگردانی کرده‌است. فصل اول مجموعه متشکل از نه قسمت یک‌ساعته و یک قسمت هشتاد دقیقه‌ای (قسمت آخر) است. این مجموعه در ۲۱ ژوئیه ۲۰۱۷ از نت‌فلیکس پخش شد.
فصل دوم این مجموعه در ۱۰ قسمت ساخته شده و در ۳۱ اوت ۲۰۱۸ منتشر شد. فصل سوم این مجموعه در ۱۰ قسمت ساخته و در ۲۷ مارس ۲۰۲۰ منتشر شد.

## خلاصه داستان
بیتمن در نقش یک برنامه‌ریز مالی به نام مارتی بیرد و لورا لینی در نقش همسر او وندی ظاهر شده‌اند. مارتی پس از به مشکل خوردن برنامه پول‌شویی برای کارتل مواد مخدر مکزیک به سرعت خانواده‌اش را از حومه شیکاگو به محلی برای تفریحات تابستانی در اوزارکس میزوری منتقل می‌کند و باید بدهی‌اش را به رئیس کارتل بپردازد.

## بازیگران

### اصلی
- جیسون بیتمن در نقش مارتی بیرد مشاور سرمایه‌گذاری که در شیکاگو زندگی می‌کند. در سال ۲۰۰۷ او و همکار تجاری‌اش شروع به پول‌شویی برای کارتل مواد مخدر مکزیک می‌کنند[۴]
- لورا لینی در نقش وندی بیرد همسر مارتی و مادر شارلوت و جونا. پس از رفتن به اوزارک، وندی دلال مسکن می‌شود و شروع به پیدا کردن شغل‌هایی برای مارتی می‌شود که می‌شود از طریق آنها پول‌شویی کرد.[۶]
- سوفیا هابلیتس در نقش شارلوت بیرد دختر پانزده‌ساله مارتی و وندی که تلاش می‌کند به شیکاگو برگردد.[۴]
- اسکایلر گریتنر در نقش جونا پسر سیزده‌ساله مارتی و وندی که رفتارهای عجیبی به خاطر علاقه به حیوانات مرده و اسلحه از خودش بروز می‌دهد.
- جولیا گارنر در نقش روث لنگمور، دختر نوزده‌ساله‌ای که توانایی دارد به مجرمی خطرناک مبدل شود. او در عملیات پول‌شویی مشارکت می‌کند و مسئول یک باشگاه برهنگی می‌شود.[۷]
- جوردانا اسپیرو در نقش ریچل گریسون، صاحب هتلی محلی و همکار تجاری مارتی.
- جیسون باتلر هارنر در نقش روی پتی مأمور اف‌بی‌آی که در حال تعقیب مارتی است.
- آسای مورالس در نقش دل، از افراد بی‌رحم کارتل که به نمایندگی از کارتل، امور پول‌شویی را به مارتی سپرده‌است.
- پیتر مولان در نقش جیکوب اسنل یک سرکرده مواد مخدر محلی.
- لیسا امری در نقش دارنل اسنل همسر جیکوب.

### فرعی
- مایکل ماسلی در نقش کشیش میسون یانگ.
- جاش رندال در نقش بروس لیدل همکار مارتی.
- مک‌کینلی بلچر در نقش ترور اونس همکار روی پتی و معشوق او.
- هریس یولین در نقش بادی دیکر که در خانه مارتی و خانواده‌اش زندگی می‌کند.
- کوین ال. جانسون در نقش سام درمودی دلال مسکن در اوزارک.
- مارک منچاکا در نقش راس لنگمور، پدر ویت و تری، عموی روث و برادر بوید.
- کیستوفر جیمز بیکر در نقش بوید لنگمور، عموی ویت و تری.
- چارلی تاهان در نقش ویت لنگمور فرزند ارشد راس لنگمور.
- آدام بویر در نقش بابی دین، صاحب باشگاه برهنگی.
- شارون بلک‌وود در نقش یوگنیا درمودی، مادر سام که در کار دلالی مسکن به پسرش کمک می‌کند.
- جوزف ملندز در نقش گارسیا که از طرف کارتل مراقب مارتی است.
- بیتنی آن لیند در نقش گریس یانگ همسر باردار کشیش.
- مایکل توریک در نقش اش که مأمور خانواده اسنل است.
- رابرت سی. ترولیارد در نقش کلانتر جان نیکس.